# Eleição municipal de Araucária em 1968
A eleição municipal de Araucária de 1968 ocorreu dia 15 de novembro, junto dos municípios que estavam aptos a eleger prefeitos e vereadores. Os prefeitos que administrariam tais cidades a partir de 1º de fevereiro de 1969 e cujos sucessores seriam eleitos em 1972, e em Araucária foram cerca de 7 mil eleitores. A eleição foi realizada na Regime Militar de 1964 e a única realizada no governo Costa e Silva, e contou com os dois partidos disputando a prefeitura. Os eleitores araucarienses puderam escolher entre cinco candidatos a prefeito, além de diversos a vereador.

## Resultados

### Eleição para prefeito
Conforme dados do TSE, foram computados 6.540 votantes, sendo 6.380 votos contados, 109 brancos e 94 nulos. O resultado completo da eleição para prefeito é:
| Candidatos                      | Vice                               | Votos recebidos | Percentual |
| ------------------------------- | ---------------------------------- | --------------- | ---------- |
| Rizio Wachowicz (ARENA)         | Antônio João Franceschi (ARENA)    | 1.668           | 26,32%     |
| Ignácio Kampa (MDB)             | Silvestre Lesniowski (MDB)         | 1.201           | 18,95%     |
| Félix Incote (ARENA)            | Sebastião Tavares da Silva (ARENA) | 1.199           | 18,92%     |
| Antônio de Souza França (ARENA) | Vergílio Alves Pinto (ARENA)       | 1.158           | 18,28%     |
| João Ohpis Filho (MDB)          | Antônio Cionek (MDB)               | 1.111           | 17,53%     |

### Por Sublegenda
| Candidatos                      | Votos recebidos     | Percentual          |
| Candidatos da ARENA             | Candidatos da ARENA | Candidatos da ARENA |
| ------------------------------- | ------------------- | ------------------- |
| Rizio Wachowicz (ARENA)         | 1.668               | 41,44%              |
| Félix Incote (ARENA)            | 1.199               | 29,79%              |
| Antônio de Souza França (ARENA) | 1.158               | 28,77%              |
| Total                           | 4.025               | 63,52%              |
| Candidatos do MDB               |                     |                     |
| Ignácio Kampa (MDB)             | 1.201               | 51,95%              |
| João Ohpis Filho (MDB)          | 1.111               | 48,05%              |
| Total                           | 2.312               | 36,48%              |

### Eleição para vereador
Ao todo, foram eleitos 9 vereadores, tendo influência dos partidos participantes, sendo a ARENA dona de mais vagas devido à sublegenda. Os eleitos na ocasião são:
| Candidato(a)              | Partido | Votos | Percentual |
| ------------------------- | ------- | ----- | ---------- |
| Attílio Pereira de Lima   | MDB     | 460   | 7,03%      |
| Meftodio Ohpis            | ARENA   | 428   | 6,54%      |
| Emílio Ferreira da Silva  | ARENA   | 426   | 6,51%      |
| Pedro Sfendrych           | ARENA   | 390   | 5,96%      |
| Teófilo Knapik            | ARENA   | 348   | 5,32%      |
| Jorge Abud                | ARENA   | 325   | 4,96%      |
| Francisco Ribeiro Cardoso | MDB     | 286   | 4,37%      |
| João Doering Gurski       | ARENA   | 266   | 4,06%      |
| Reynaldo Rygon            | MDB     | 238   | 3,63%      |